# 춘천로
춘천로(Chuncheon-ro)는 강원특별자치도 춘천시 강남동 온의사거리에서 춘천시 동면 동면나들목을 잇는 도로이다.

## 주요 경유지
강원특별자치도
- 춘천시 (강남동 . 퇴계동 . 효자동 . 조운동 . 후평동 . 동면)

## 노선
| 이름            | 접속 노선                      | 소재지        | 소재지        | 비고          |
| 경춘로와 직결   | 경춘로와 직결                  | 경춘로와 직결 | 경춘로와 직결 | 경춘로와 직결 |
| --------------- | ------------------------------ | ------------- | ------------- | ------------- |
| 온의사거리      | 영서로                         | 춘천시        | 강남동        |               |
| KBS사거리       | 퇴계로 방송길                  | 춘천시        | 퇴계동        |               |
| 공자교          |                                | 춘천시        | 퇴계동        |               |
|                 | 효자동                         | 춘천시        |               |               |
| 남부사거리      | 공자로                         | 춘천시        |               |               |
| 운교사거리      | 금강로                         | 춘천시        | 조운동        |               |
| 팔호광장 교차로 | 서부대성로 효자로              | 춘천시        | 효자동        |               |
| 신흥사거리      | 성심로                         | 춘천시        | 효자동        |               |
| 후평사거리      | 후석로                         | 춘천시        | 후평동        |               |
| 동광오거리      | 삭주로 공단로                  | 춘천시        | 후평동        |               |
| 장학 교차로     | 춘천시도 제15호선 (춘천순환로) | 춘천시        | 동면          |               |
| 후평 교차로     |                                | 춘천시        | 동면          |               |
| 노루목 교차로   | 노루목길 만군길                | 춘천시        | 동면          |               |
| 동면 나들목     | 국도 제5호선 (순환대로)        | 춘천시        | 동면          |               |
| 가락재로와 직결 |                                |               |               |               |

## 주요 건물 및 시설
- LG전자 LG전자베스트샵 춘천퇴계점 (춘천로 18/퇴계동 1187-4)
- LG전자 춘천서비스센터 (춘천로 18/퇴계동 1187-4)
- GS칼텍스 푸른강산주유소 (춘천로 22/퇴계동 1187)
- GS25 춘천푸른강산점 (춘천로 22/퇴계동 1187)
- 롯데하이마트 (춘천로 28/퇴계동 1160-5)
- S-OIL 구도일주유소 (춘천로 40/퇴계동 1135-8)
- 춘천경찰서 (춘천로 61/효자동 590-1)
- GS25 춘천으뜸점 (춘천로 70/효자동 684-7)
- 농협 춘천원예농협 약사지점 (춘천로 71/효자동 681-20)
- 봉의초등학교 (춘천로 141/약사동 1)
- 농협 춘천농협 본점 (춘천로 181/운교동 182-4)
- 탐앤탐스 춘천운교점 (춘천로 183/운교동 182-6)
- GS25 춘천메가시티점 (춘천로 188/효자동 654-6)
- LG유플러스 유플러스 운교동 팔호광장점 (춘천로 191/운교동 206-8)
- 국토안전관리원 (춘천로 201/효자동 641-11)
- 십협 봄내신협 본점 (춘천로 313/후평동 704-6)
- 춘천경찰서 후평지구대 (춘천로 325/후평동 726-7)
- SK에너지 행복충천 동보충전소 (춘천로 331/후평동 726-5)
- GS25 춘천센터점 (춘천로 360/후평동 730-8)
- 알뜰 춘천강동농협주유소 (춘천로 469/장학리 809-1)
- S-OIL 경춘가스충전소 (춘천로 523/장학리 225-1)